# ريتشارد براون (لاعب اتحاد الرغبي)
ريتشارد براون (بالإنجليزية: Richard Brown)‏ هو لاعب اتحاد الرغبي أسترالي، ولد في 28 أغسطس 1984 في تاونسفيل في أستراليا.

## وصلات خارجية
- ريتشارد براون على موقع سلسلة سباعيات الرغبي العالمية - رجال (الإنجليزية)
- ريتشارد براون عل موقع إسبنسكروم (الإنجليزية)
- ريتشارد براون على موقع ItsRugby.co.uk (الإنجليزية)